# Chancabal
Chancabal es una ranchería del municipio de Balancán ubicado en la subregión de los Ríos del estado mexicano de Tabasco.

## Geografía
La localidad se ubica a 7.6 kilómetros (en dirección noreste) de la localidad de Balancán de Domínguez, la cabecera y lugar más poblado del municipio. Se sitúa en las coordenadas geográficas 17°45′33″N 91°29′03″O / 17.759167, -91.484167, a una elevación de 14 metros sobre el nivel del mar.

## Demografía
Según el Conteo de Población y Vivienda 2020, efectuado por el Instituto Nacional de Estadística y Geografía, la localidad de Chancabal tiene 52 habitantes, de los cuales 26 son del sexo masculino y 26 del sexo femenino. Su tasa de fecundidad es de 1.9 hijos por mujer y tiene 17 viviendas particulares habitadas.
| Gráfica de evolución demográfica de Chancabal entre 1900 y 2020 |
|                                                                 |
| INEGI.                                                          |